# Paracoccidioidomicosisproctitissarcomucosis
Paracoccidioidomicosisproctitissarcomucosis är ett mexikanskt goregrindband som bildades år 1999. Bandet är känt då deras namn sägs vara musikvärldens längsta, åtminstone avseende namn bestående av enbart ett ord. Namnet kommer från den medicinska beteckningen för en kombination av en lång rad sjukdomar, vilket är vanligt bland band inom goregrind och grindcore. 

## Medlemmar

### Nuvarande medlemmar
- Saúl – sång
- Ginecólogo Necrolamedor Clitoral (Isaac Perez Gonzalez) – trummor (1999–)
- Proctólogo Destructor de Esfínteres (Roberto) – gitarr (1999–)
- Ravenous Cujo – basgitarr (2017–)

### Tidigare medlemmar
- Dr. Forense – basgitarr
- Obstetra Penetrador Himeneal – sång, basgitarr

### Turnerande medlemmar
- Niño Psicopatológico (Juan Carlos Villanueva aka Tula) – sång (2001–2003)
- David El Kazan – trummor (2003–2006)

## Diskografi

### Demo
- 1998 – Examination of One Exhumation of the Infectious and Lust
- 1999 – Cunnilingus
- 2001 – Lynphatic Descomposition Esquistosomiasis

### Studioalbum
- 2002 – Satyriasis and Nymphomania
- 2007 – Aromatica Germenexcitación en Orgías de Viscosa y Amarga Putrefacción

### EP
- 2010 – Viscosas Voces Desde La Necroorgia

### Annat
- 2001 – Cunnilingus (delad album med Horrified)
- 2001 – Paracoccidioidomicosisproctitissarcomucosis / Horrified / Repulsive (delad album med Horrified och Repulsive)
- 2004 – Paracoccidioidomicosisproctitissarcomucosis/Butcher ABC (delad album med Butcher ABC)
- 2010 – Gastroduodenalulcerfollicularadenoma Fulminanthepatitishydrocelefacialspasmyxomatosis / Viscosas Voces Desde La Necroorgia (delad album med Viscera Infest)
- 2011 – Bowel Stew / Hipermenorrea / Paracoccidioidomicosisproctitissarcomucosis (delad album med Bowel Stew och Hipermenorrea)
- 2012 – The House of the Dead / Coito Emetico por Ingestion Adiposa y Fecal (delad album med Fecializer)
- 2012 – Atracción patológica por lo grotesco (delad album med Corpus Mors)
- 2015 – Lymphatic Vaginitis Infections of Toxoplasmosis at the Castle for Toward the Apocalipsexxx (delad album med Parasite)
- 2017 – World Goregrind Federation 2 - House of Horror (delad album med Truepick, Rapemachine, M.D.P. och Adamantium)